# Ezis
En la mitología griega Ezis (en griego Ὀϊζύς, Oizýs) es la personificación de la «Aflicción». El sustantivo femenino griego ὀϊζύς significa «aflicción, pesadumbre». Según Hesíodo, la Aflicción nació de Nix sin intervención masculina. Sinónimo mitológico de la Aflicción (Ὀϊζύς) es el Lamento (Πένθος, Pénthos), un sustantivo masculino. En los textos latinos se la denomina como Miseria y es imaginada como hija de Erebus (Érebo) y Nox (Noche).
| sustantivo       | significado                                       |
| ---------------- | ------------------------------------------------- |
| ὀϊζύς (oizýs)    | «aflicción, pesadumbre»                           |
| πένθος (pénthos) | «duelo, dolor, aflicción, queja, luto, desgracia» |
| miseria          | «miseria, desgracia, adversidad, desventura»      |
| luctus           | «dolor, pesar, aflicción, luto»                   |